# Adam Daghim
Adam Daghim (* 28. September 2005 in Kopenhagen) ist ein dänischer Fußballspieler, der aktuell beim FC Red Bull Salzburg unter Vertrag steht.

## Karriere
Daghim, Sohn einer Mutter aus Libyen und eines Vaters aus dem Libanon, entstammt der Jugendakademie des FC Kopenhagen, wo er bis 2021 noch spielte. Anschließend wechselte er in die Jugend der Aarhus GF. Dort spielte er 2021/22 bereits für die U19 und die Reservemannschaft. Am 3. April 2022 (23. Spieltag) kam er zu seinem Debüt in der Profimannschaft, als er gegen den Vejle BK für die letzten 20 Minuten eingewechselt wurde. Nach diesem Spiel bekam er am 4. April 2022 seinen ersten Profivertrag bei Aarhus. Insgesamt spielte er in der Saison 2021/22 dreimal für die Profis in der Superligaen-Abstiegsrunde. In der Saison 2022/23 kam er zu drei Ligaeinsätzen für Aarhus.
Nach weiteren drei Einsätzen zu Beginn der Saison 2023/24 wechselte Daghim im August 2023 zum österreichischen Bundesligisten FC Red Bull Salzburg, bei dem er einen bis 2026 laufenden Vertrag erhielt. In Salzburg sollte er aber zunächst für das zweitklassige Farmteam FC Liefering zum Einsatz kommen. Im Februar 2024 stand er dann erstmals im Kader von Salzburg. Im selben Monat debütierte er dann gegen den SK Sturm Graz in der Bundesliga.
Sein Bruder Ahmed ist ebenfalls Fußballprofi.